# Antiguraleus subtruncatus
Antiguraleus subtruncatus är en snäckart som beskrevs av Powell 1942. Antiguraleus subtruncatus ingår i släktet Antiguraleus och familjen kägelsnäckor. Inga underarter finns listade i Catalogue of Life.